# Тоёхаси (минный транспорт)
«Тоёхаси» (яп. 豊橋) — минный транспорт японского императорского флота.

## История службы
Бывший британский пароход «Flintshire», построенный в 1889 году.
В 1894 году приобретён Японией и зачислен в состав ВМФ, как минный транспорт (Torpedo depot ship) «Тоёхаси». Участвовал в больших маневрах японского флота в 1900 году.
В годы русско-японской войны 1904—1905 года входил в состав 3-й эскадры Японского Императорского флота. Командир — капитан 1-го ранга Н. Нива.
В 1911 году переоборудован в плавбазу подводных лодок.
В 1922 году исключён из состава флота.